# Lancing College

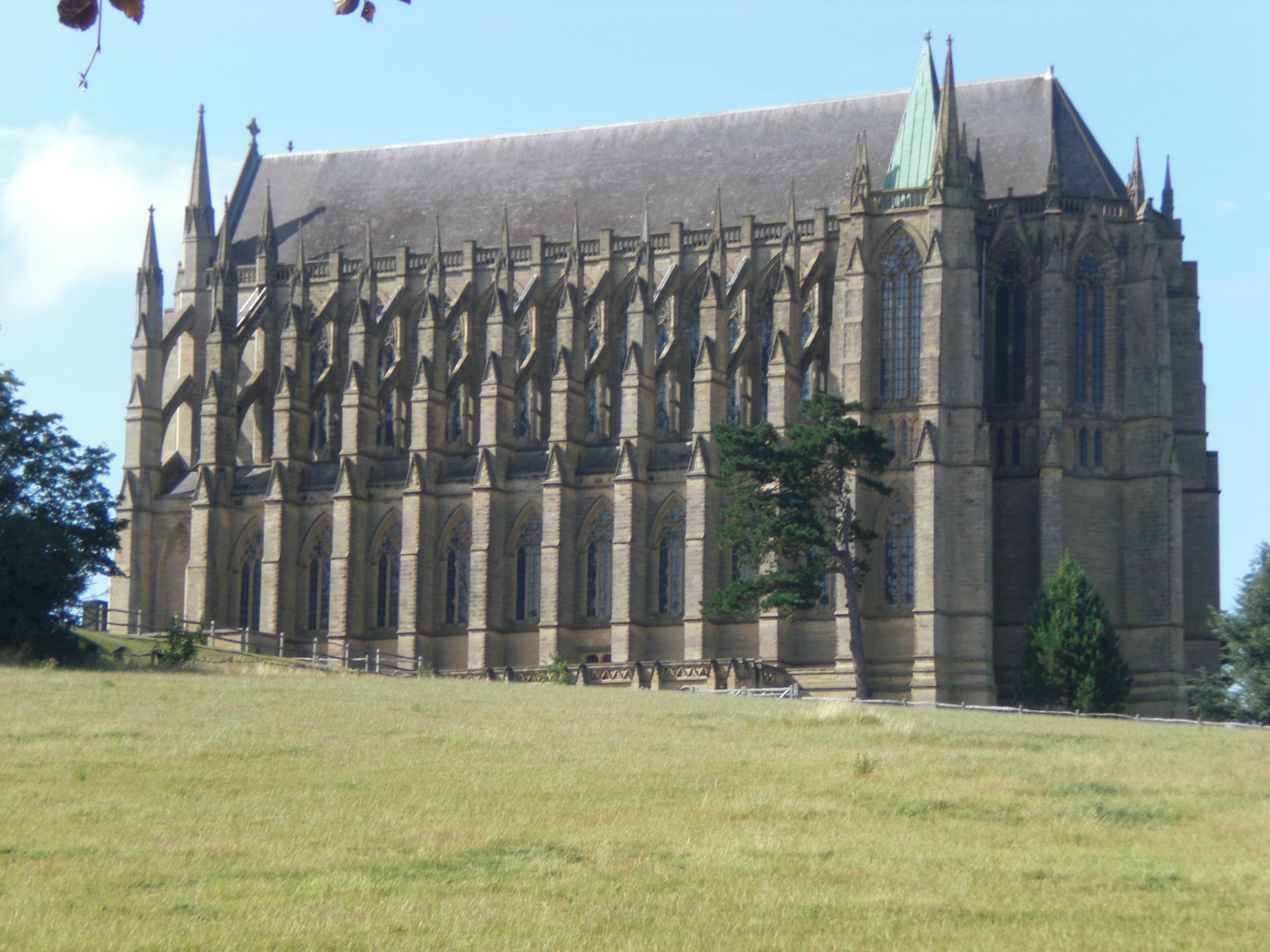
Kapelle des Lancing College

Lancing College (früher College of St. Mary and St. Nicholas) ist eine englische Privatschule in der Grafschaft West Sussex. Sie wurde im Jahr 1848 von dem anglikanischen Geistlichen Nathaniel Woodard gegründet. Zurzeit besuchen etwa 500 Mädchen und Jungen die Internatsschule. Lancing College war die erste von mehr als 30 Privatschulen, die Woodard gründete.

## Lage und Schulgelände

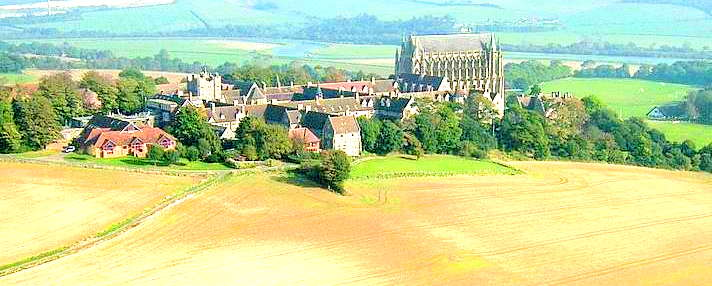
Luftbild des Schulgeländes

Lancing College liegt auf einem 2,2 Quadratkilometer großen Gelände nahe der Stadt Lancing in West Sussex, westlich der Stadt Brighton and Hove. Die Schule befindet sich auf einem Hügel der South Downs und dominiert mit ihrer neugotischen Schulkirche die umliegende Landschaft. Neben der großen Kapelle prägen das historische Schulgebäude sowie die zahlreichen Wohnhäuser für jeweils 30 bis 80 Schülerinnen oder Schüler das Schulgelände.
Darüber hinaus hat die Schule einen eigenen Bauernhof, direkten Flusszugang, 28 Tennisplätze, mehrere Squashplätze, ein Schwimmbad, eine Turnhalle, einen Fitnessraum, zwei Theater, ein ausgedehntes Sportgelände und zwei Büchereien.

## Schulleben
Der Schultag am Lancing College beginnt mit einem morgendlichen Weckruf und endet nach verschiedenen Sportangeboten um 18.00 Uhr abends. Zwischen 19.00 und 21.00 Uhr ist Evening School time. Während dieser Zeit wird von den 13- bis 18-jährigen Schülern erwartet, dass sie sich um Hausaufgaben und Vorbereitungen kümmern.
Neben der schulischen Ausbildung legt das Lancing College Wert auf eine christliche und sportliche Grundbildung. So ist der Besuch des anglikanischen Gottesdienstes für alle Schüler obligatorisch (Schulmotto: Beati Mundo Corde – „Selig, die reinen Herzens sind“, Mt 5,8 ). Im sportlichen Bereich gibt es Angebote wie Fußball, Tennis, Rugby, Squash, Badminton, Lacrosse, Basketball, Hockey, Laufen, Gärtnern, Reiten, Tontaubenschießen und Segeln. Hinzu kommen Debattier-Gruppen und die Combined Cadet Force.

### Finanzierung
Die jährliche Studiengebühr beträgt ca. 24.000 GBP. Darüber hinaus erhält die Schule regelmäßig Spenden ihrer zahlreichen namhaften Absolventen. Für eine geringe Zahl von Schülern gibt es musikalische und akademische Stipendien.

### Lancing College Preparatory School at Mowden
Seit einigen Jahren ist dem Lancing College eine eigene Vorbereitungsschule, die Lancing College Preparatory School at Mowden zugeordnet. Die Schüler dieser Schule werden auf eine Schulzeit am Lancing College vorbereitet und können alle Angebote des Colleges nutzen. Hierfür wurde ein Shuttlebusservice eingerichtet.

## Kapelle

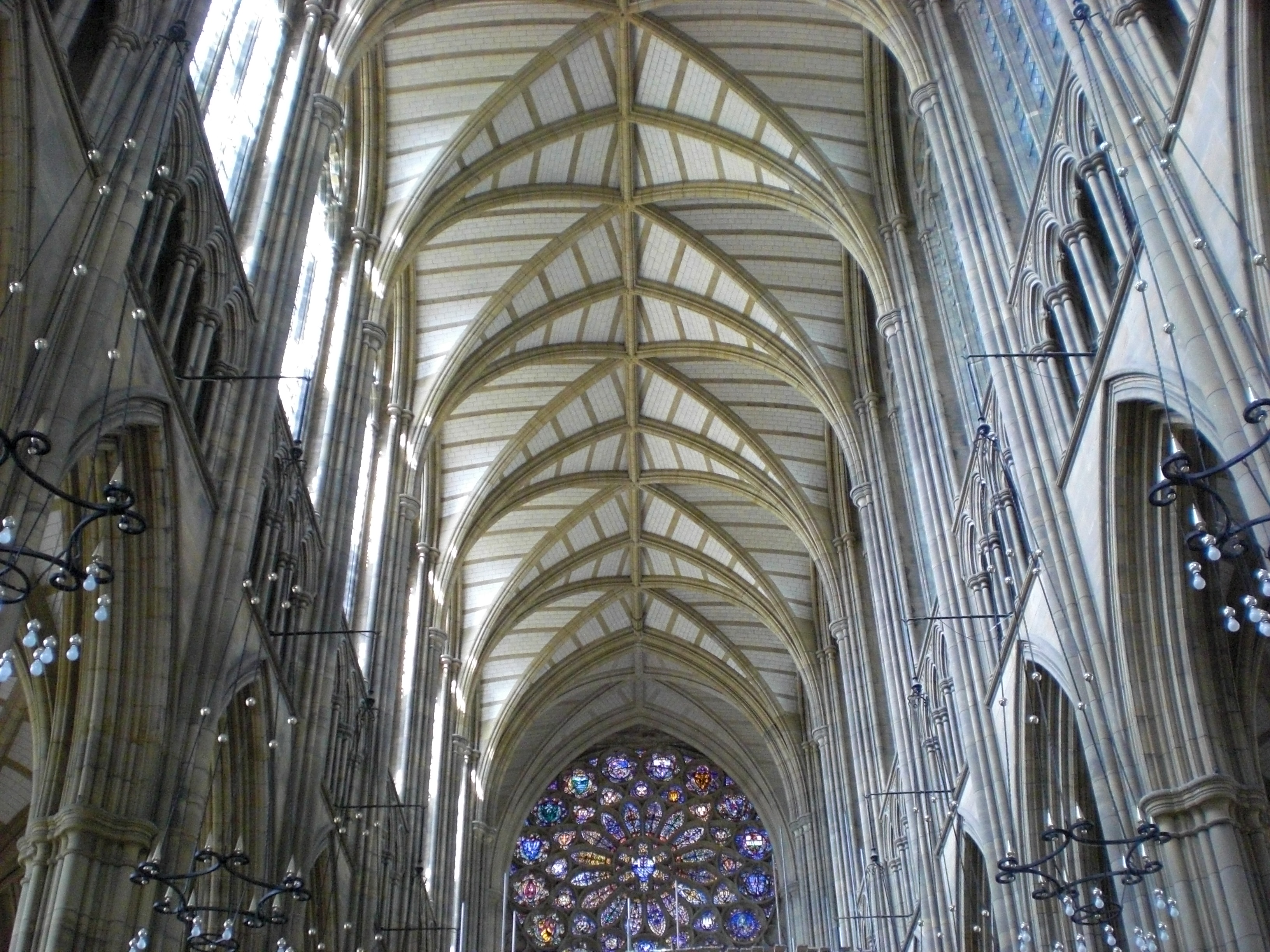
Innenraum der Kapelle mit dem großen Rosenfenster

Die Kapelle des Lancing College gilt als größte Schulkapelle der Welt. Der Grundstein wurde 1868 gelegt. Sie ist ca. 50 Meter hoch. Die Fundamente reichen 20 Meter tief ins Erdreich. Ein für die Westseite geplanter 100 Meter hoher Turm wurde nie fertiggestellt. Die aus Sandstein bestehende Kapelle wurde von Richard Cromwell Carpenter im Stil der englischen Gotik des 14. Jahrhunderts entworfen.
Das Innere wird durch die größte Fensterrose Englands geprägt, die einen Durchmesser von 9,75 Metern aufweist. Des Weiteren sind in der Kapelle das Grabmal des Schulgründers sowie zwei Orgeln zu sehen.
Im Jahr 1911 wurde die Kapelle den Heiligen Maria und Nikolaus gewidmet. Für die Allgemeinheit geöffnet ist sie montags bis samstags von 10.00 bis 16.00 Uhr und sonntags von 12.00 bis 16.00 Uhr.

## Bekannte Alumni

### Künstler
- Peter Pears, Tenor
- Tim Rice, Musical- und Filmmusiktexter
- Stuart Cloete, Autor
- Tom Sharpe, Autor
- Evelyn Waugh, Autor. Waugh verarbeitete Teil seiner Schulerfahrungen in seinem ersten satirischen Roman Verfall und Untergang
- George Baker, Schauspieler
- Christopher Hampton, Drehbuchautor und Regisseur
- David Hare, Dramatiker und Drehbuchautor
- Jeremy Sinden, Schauspieler
- John Williams, Schauspieler

### Politiker und Diplomaten
- Nana Addo Dankwa Akufo-Addo, Präsident der Republik Ghana
- Tom Driberg, britischer Politiker und Journalist
- Philip Adams, britischer Botschafter in Jordanien und Ägypten
- Hugh Molson, Abgeordneter und Staatssekretär beim Verkehrsministerium und Arbeitsministerium
- David Lloyd, britischer Botschafter in Slowenien
- Christopher Meyer, britischer Botschafter in Deutschland und den USA
- Hugh Molson, Abgeordneter und Staatssekretär beim Verkehrsministerium und Arbeitsministerium
- John Richmond, britischer Botschafter in Kuwait und im Sudan
- John Sankey, Lord Justice of Appeal und Lord Chancellor (1929–1935)
- Humphrey Trevelyan, britischer Botschafter im Irak und in Russland

### Wissenschaftler und Geistliche
- Michael Ball, Bischof von Truro
- Roy Calne, Mediziner und Hochschullehrer in Cambridge, gilt als Pionier der Lebertransplantation
- Trevor Huddleston, Bischof von Masasi (Tansania), Bischof von Stepney, Bischof von Mauritius, Erzbischof von Mauritius und dem Indischen Ozean; Kämpfer gegen die Apartheid
- Max Mallowan, Archäologe
- James Leo Schuster, Bischof von St John (1956–1980), Militärbischof
- Charles Sanford Terry, Historiker und Bachforscher

### Militär
- Generalleutnant Louis Jean Bols, Chefverwalter Palästinas und Gouverneur Bermudas
- Generalleutnant John Fullerton Evetts
- General Neil Ritchie, Kommandeur im Zweiten Weltkrieg